# Gilles Lebris
Gilles Lebris est un trampoliniste français.

## Palmarès

### Mondial
- Vice-champion du monde 1970.

### Européen
- Champion d'Europe synchro 1971 ;
- Vice-champion d'Europe 1971.

### National
- Champion de France Fédération française de trampoline et de sports acrobatiques 1973/1976/1977/1979[1].